# روب سكوت
روب سكوت (بالإنجليزية: Rob Scott)‏ (15 أغسطس 1973 في المملكة المتحدة - ) هو مدرب كرة قدم ولاعب كرة قدم بريطاني في مركز الدفاع. لعب مع أولدهام أثلتيك وشيفيلد يونايتد وماكليسفيلد تاون ونادي روذرهام يونايتد ونادي فولهام ونادي كارلايل يونايتد ونادي نورثامبتون تاون ونادي سكاربورو ونادي هاليفاكس تاون وساتون يونايتد.

## وصلات خارجية
- روب سكوت على موقع قاعدة بيانات كرة القدم.إي يو (الإنجليزية)
- روب سكوت على موقع Soccerbase.com (لاعب) (الإنجليزية)
- روب سكوت على موقع Soccerbase.com (مدرب) (الإنجليزية)